# Résultats électoraux de Blainville
Les résultats électoraux de Blainville, depuis la création de la circonscription  en 1992, sont inscrits dans les tableaux ci-dessous
| Aller aux résultats d'une élection                           |
| ------------------------------------------------------------ |
| 1994 • 1998 • 2003 • 2007 • 2008 • 2012 • 2014 • 2018 • 2022 |

## Résultats
| |
| - Parti québécois - Parti libéral - Action démocratique (ancien) - Québec solidaire - Coalition avenir - Parti conservateur |

|                                                                                               | Nom                         | Parti              | Nombre de voix | %      | Maj.   |
| --------------------------------------------------------------------------------------------- | --------------------------- | ------------------ | -------------- | ------ | ------ |
|                                                                                               | Mario Laframboise (sortant) | Coalition avenir   | 21 149         | 49,4 % | 14 549 |
|                                                                                               | Frédéric Labelle            | Parti québécois    | 6 600          | 15,4 % | -      |
|                                                                                               | Éric Michaud                | Québec solidaire   | 5 987          | 14 %   | -      |
|                                                                                               | Alexandre Mercho            | Libéral            | 4 718          | 11 %   | -      |
|                                                                                               | Grace Daou                  | Conservateur       | 4 175          | 9,8 %  | -      |
|                                                                                               | Marie-France Hanna          | Démocratie directe | 140            | 0,3 %  | -      |
| Total                                                                                         | Total                       | Total              | 42 769         | 100 %  |        |
| Le taux de participation lors de l'élection était de 72,1 % et 601 bulletins ont été rejetés. |                             |                    |                |        |        |

|                                                                                               | Nom                         | Parti               | Nombre de voix | %      | Maj.   |
| --------------------------------------------------------------------------------------------- | --------------------------- | ------------------- | -------------- | ------ | ------ |
|                                                                                               | Mario Laframboise (sortant) | Coalition avenir    | 20 457         | 48,3 % | 12 375 |
|                                                                                               | Lucia Carvalho              | Libéral             | 8 082          | 19,1 % | -      |
|                                                                                               | William Lepage              | Québec solidaire    | 6 408          | 15,1 % | -      |
|                                                                                               | Gabriel Gousse              | Parti québécois     | 5 744          | 13,6 % | -      |
|                                                                                               | Valérie Fortier             | Vert                | 1 146          | 2,7 %  | -      |
|                                                                                               | Thierry Gervais             | NPD Québec          | 286            | 0,7 %  | -      |
|                                                                                               | Jean Bastien                | Citoyens au pouvoir | 254            | 0,6 %  | -      |
| Total                                                                                         | Total                       | Total               | 42 377         | 100 %  |        |
| Le taux de participation lors de l'élection était de 74,6 % et 761 bulletins ont été rejetés. |                             |                     |                |        |        |

|                                                                                               | Nom                    | Parti            | Nombre de voix | %      | Maj.  |
| --------------------------------------------------------------------------------------------- | ---------------------- | ---------------- | -------------- | ------ | ----- |
|                                                                                               | Mario Laframboise      | Coalition avenir | 15 075         | 33,9 % | 1 957 |
|                                                                                               | Marie-Claude Collin    | Libéral          | 13 118         | 29,5 % | -     |
|                                                                                               | Gyslaine Desrosiers    | Parti québécois  | 13 046         | 29,4 % | -     |
|                                                                                               | Annie Giguère          | Québec solidaire | 2 898          | 6,5 %  | -     |
|                                                                                               | Jean Philippe Fournier | Conservateur     | 312            | 0,7 %  | -     |
| Total                                                                                         | Total                  | Total            | 44 449         | 100 %  |       |
| Le taux de participation lors de l'élection était de 76,9 % et 868 bulletins ont été rejetés. |                        |                  |                |        |       |

|                                                                                               | Nom                     | Parti                        | Nombre de voix | %      | Maj.  |
| --------------------------------------------------------------------------------------------- | ----------------------- | ---------------------------- | -------------- | ------ | ----- |
|                                                                                               | Daniel Ratthé (sortant) | Coalition avenir             | 19 288         | 41,3 % | 2 709 |
|                                                                                               | Bernard Généreux        | Parti québécois              | 16 579         | 35,5 % | -     |
|                                                                                               | Joao Neves              | Libéral                      | 7 401          | 15,9 % | -     |
|                                                                                               | Étienne Ferland         | Québec solidaire             | 1 817          | 3,9 %  | -     |
|                                                                                               | Christian Bélanger      | Option nationale             | 749            | 1,6 %  | -     |
|                                                                                               | Michel Sigouin          | Vert                         | 701            | 1,5 %  | -     |
|                                                                                               | Yan Bégin               | Parti indépendantiste (2008) | 141            | 0,3 %  | -     |
| Total                                                                                         | Total                   | Total                        | 46 676         | 100 %  |       |
| Le taux de participation lors de l'élection était de 81,9 % et 498 bulletins ont été rejetés. |                         |                              |                |        |       |

|                                                                                               | Nom                      | Parti               | Nombre de voix | %      | Maj.  |
| --------------------------------------------------------------------------------------------- | ------------------------ | ------------------- | -------------- | ------ | ----- |
|                                                                                               | Daniel Ratthé            | Parti québécois     | 13 989         | 40,5 % | 2 772 |
|                                                                                               | Johanne Berthiaume       | Libéral             | 11 217         | 32,5 % | -     |
|                                                                                               | Pierre Gingras (sortant) | Action démocratique | 7 571          | 21,9 % | -     |
|                                                                                               | Michel Sigouin           | Vert                | 954            | 2,8 %  | -     |
|                                                                                               | Francis Gagnon-Bergmann  | Québec solidaire    | 789            | 2,3 %  | -     |
| Total                                                                                         | Total                    | Total               | 34 520         | 100 %  |       |
| Le taux de participation lors de l'élection était de 60,9 % et 588 bulletins ont été rejetés. |                          |                     |                |        |       |

|                                                                                             | Nom                        | Parti               | Nombre de voix | %      | Maj.  |
| ------------------------------------------------------------------------------------------- | -------------------------- | ------------------- | -------------- | ------ | ----- |
|                                                                                             | Pierre Gingras             | Action démocratique | 17 731         | 41,8 % | 3 547 |
|                                                                                             | Richard Legendre (sortant) | Parti québécois     | 14 184         | 33,5 % | -     |
|                                                                                             | Roberto Pego               | Libéral             | 8 109          | 19,1 % | -     |
|                                                                                             | Geoffroy Chartrand         | Vert                | 1 549          | 3,7 %  | -     |
|                                                                                             | Francis Gagnon-Bergmann    | Québec solidaire    | 810            | 1,9 %  | -     |
| Total                                                                                       | Total                      | Total               | 42 383         | 100 %  |       |
| Le taux de participation lors de l'élection était de 78 % et 412 bulletins ont été rejetés. |                            |                     |                |        |       |

|                                                                                               | Nom              | Parti               | Nombre de voix | %      | Maj.  |
| --------------------------------------------------------------------------------------------- | ---------------- | ------------------- | -------------- | ------ | ----- |
|                                                                                               | Richard Legendre | Parti québécois     | 15 288         | 42,7 % | 2 599 |
|                                                                                               | Jocelyne Roch    | Libéral             | 12 689         | 35,5 % | -     |
|                                                                                               | Diane Bellemare  | Action démocratique | 7 407          | 20,7 % | -     |
|                                                                                               | Thérèse Hamel    | UFP                 | 394            | 1,1 %  | -     |
| Total                                                                                         | Total            | Total               | 35 778         | 100 %  |       |
| Le taux de participation lors de l'élection était de 74,7 % et 591 bulletins ont été rejetés. |                  |                     |                |        |       |

|                                                                                               | Nom                      | Parti                 | Nombre de voix | %      | Maj.  |
| --------------------------------------------------------------------------------------------- | ------------------------ | --------------------- | -------------- | ------ | ----- |
|                                                                                               | Céline Signori (sortant) | Parti québécois       | 17 692         | 51 %   | 7 973 |
|                                                                                               | Pierre Saucier           | Libéral               | 9 719          | 28 %   | -     |
|                                                                                               | Lysane O'Sullivan        | Action démocratique   | 7 102          | 20,5 % | -     |
|                                                                                               | Denise Gagnon            | Démocratie socialiste | 182            | 0,5 %  | -     |
| Total                                                                                         | Total                    | Total                 | 34 695         | 100 %  |       |
| Le taux de participation lors de l'élection était de 82,8 % et 427 bulletins ont été rejetés. |                          |                       |                |        |       |

|                                                                                               | Nom               | Parti                  | Nombre de voix | %      | Maj.  |
| --------------------------------------------------------------------------------------------- | ----------------- | ---------------------- | -------------- | ------ | ----- |
|                                                                                               | Céline Signori    | Parti québécois        | 15 273         | 51,4 % | 5 813 |
|                                                                                               | Mario Massi       | Libéral                | 9 460          | 31,8 % | -     |
|                                                                                               | Michel Pigeon     | Action démocratique    | 4 188          | 14,1 % | -     |
|                                                                                               | Philippe Labrèche | Souveraineté du Québec | 470            | 1,6 %  | -     |
|                                                                                               | Martin Howe       | Loi naturelle          | 322            | 1,1 %  | -     |
| Total                                                                                         | Total             | Total                  | 29 713         | 100 %  |       |
| Le taux de participation lors de l'élection était de 83,4 % et 744 bulletins ont été rejetés. |                   |                        |                |        |       |